# 穆纳斯·达布尔
穆纳斯·达布尔（阿拉伯語：مُؤَنَّس دَبُّور，1992年5月14日—），阿拉伯裔以色列职业足球运动员，司职前锋，现效力于阿聯酋職業足球聯賽迪拜青年国民。